# Деруа, Бернгард Эразм фон
Бернгард Эразм фон Деруа (Дерой) (нем. Bernhard Erasmus von Deroy; 11 декабря 1743 — 23 августа 1812) — граф, баварский генерал, участник похода Наполеона в Россию.

## Биография
Бернгард Эразм фон Деруа родился 11 декабря 1743 года в городе Мангейме в семье французского офицера де Руа, служившего в баварской армии.

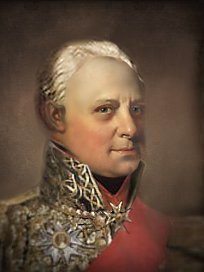
Деруа (1810 год)

22 июня 1750 года был зачислен младшим офицером в пехотный полк «Пфальцграф Карл Август». В составе этого полка Деруа с участвовал в Семилетней войне; особо отличился он в сражении при Гастенбеке, когда спас полковое знамя. Произведённый 14 февраля 1761 года в лейтенанты и 5 сентября 1863 года в капитаны, он впоследствии в чине майора служил в гренадёрском полку «Герцог Карл II Цвайбрюккенский». В этом полку он был произведён в подполковники (8 июня 1784 года) и полковники (21 декабря 1787 года). 3 марта 1788 года он вернулся в полк «Герцог Карл II Цвайбрюккенский» уже в качестве полкового командира.
3 ноября 1792 года Деруа был произведён в генерал-майоры и назначен в Мангейм комендантом крепости и в 1794 году в течение 70 дней упорно её защищал против французов.
Весной 1800 года Деруа получил в командование 1-ю пехотную бригаду баварских войск. В мае он уже командовал отдельным отрядом из 1-й и 2-й бригад и в декабре принял участие в сражении с французами при Гогенлиндене, после которой с большой частью австрийско-баварского корпуса попал в плен.
По возвращении из плена Деруа занимался реорганизацией баварских войск. При переформировании армии Дерою была дана в командование Нижнебаварская бригада и 21 апреля 1804 года он был произведён в генерал-лейтенанты. 16 марта 1805 года Наполеон наградил его орденом Почётного легиона.
В кампании 1805 года он командовал 1-й дивизией союзных с Францией баварских войск и вторгся с ней в Северный Тироль; одной из стычек был ранен в ногу и сдал командование генерал-лейтенанту Карлу Филиппу фон Вреде.
13 апреля 1806 года Бернгард Эразм фон Деруа вернулся в строй с отличием участвовал в Прусской кампании и в Силезии. 27 ноября 1807 года назначен членом баварского тайного совета.

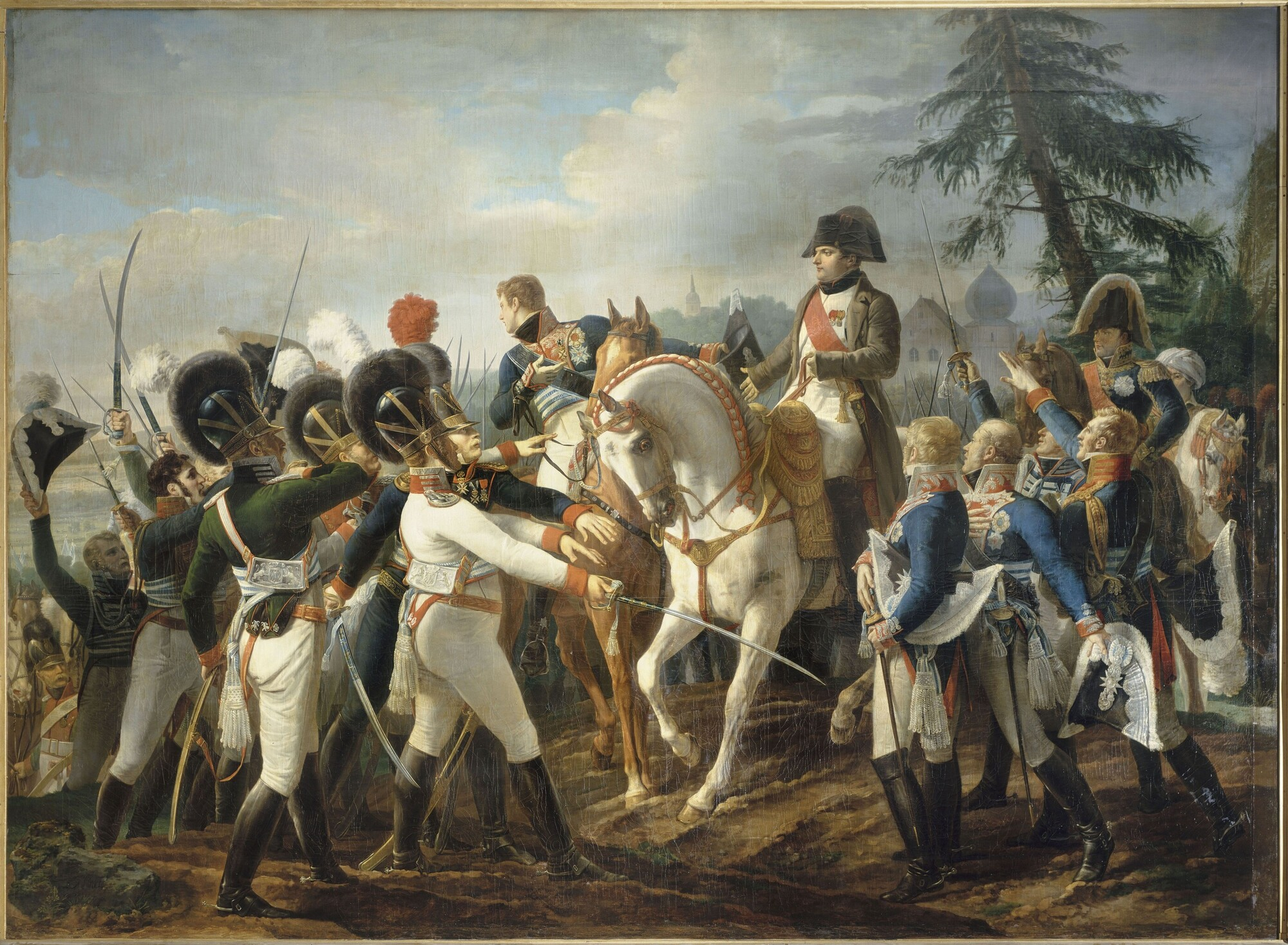
Деруа

В 1809 году в войне с Австрией Деруа командовал 3-й баварской дивизией, овладел Инсбруком и оккупировал Тироль, отличился он и в сражении при Экмюле.
1 января 1811 года Бернгард Эразм фон Деруа был произведён в генералы пехоты.
В кампании 1812 года в России Деруа командовал 19-й дивизией, действовавшей в составе состоявшего из баварцев VI армейского корпуса Великой армии. В сражении с русской армией под Полоцком 18 августа получил тяжёлую рану в живот, от которой и умер 23 августа. Погребён близ Полоцка, в склепе иезуитского кладбища Святого Ксаверия.
Среди солдат, благодаря своей доброте, Бернгард Эразм фон Деруа пользовался огромной популярностью, и его имя сохранилось в солдатских песнях до наших дней.